# Walkmühle (Wittstock/Dosse)
Walkmühle ist ein Wohnplatz im Ortsteil Dranse der Stadt Wittstock/Dosse im Landkreis Ostprignitz-Ruppin im Land Brandenburg.

## Lage
Der Wohnplatz liegt nordöstlich des Dorfzentrums und erstreckt sich entlang des südwestlichen Ufers des Großen Baalsees. Eine weitere Wohnbebauung befindet sich östlich des Großen Müritzsees. Dabei handelt es sich um einen Zufluss aus dem südlich gelegenen Griebsee, der im Ort zunächst in einem künstlich angelegten Mühlteich aufgestaut wird und anschließend nach Norden in den Kleinen Baalsee abfließt.

## Geschichte
Über die Geschichte des Wohnplatzes ist bislang nicht viel bekannt. Als sicher gilt, dass im Jahr 1705 am Kleinen Baalsee eine Walkmühle für die Wittstocker Tuchmacher entstand. Die 1855 zur Getreidemühle umgebaute Anlage brannte 1871 nach einer Staubexplosion ab. Der Wiederaufbau der Mühle erfolgte erst im Jahr 1880.
In der Zeit der DDR entstand entlang des Großen Baalsees eine Wochenendsiedlung. 1962 eröffnete im Ort eine Gaststätte, die 1989 schloss.

## Sehenswürdigkeiten und Kultur
- Denkmalgeschützte Walkmühle mit Hauptgebäude, Turbinenhaus und Mühlentechnik, zwei Wirtschaftsgebäuden, Hofpflasterung sowie Mühlenstau (Mühlenteich) mit wasserbaulichen Anlagen
- Großer und Kleiner Baalsee

## Infrastruktur und Verkehr
Im Ort bestehen neben einigen Kleingewerbetreibenden Unterkünfte für Touristen. Der Ort ist über die Walkmühler Straße von Dranse aus erreichbar. Nach Norden und Süden besteht ein Fahrweg nach Kuhlmühle bzw. nach Griebsee. Die nächstgelegene Haltestelle des ÖPNV befindet sich am Dorfplatz in Dranse.